# Else Ernst
Else Ernst (geborene Else Apelt, verwitwete Else von Schorn; geboren am 26. August 1874 in Weimar; gestorben am 7. Juni 1946 in Graz) war eine deutsche Schriftstellerin, Übersetzerin und Illustratorin.

## Leben
Else Ernst war die Tochter des Altphilologen und Platon-Übersetzers Otto Apelt und die ältere Schwester des Juristen, Politikers und bremischen Senators Hermann Apelt. Sie war in zweiter Ehe die dritte Ehefrau, Witwe und Nachlassverwalterin des 1933 verstorbenen Paul Ernst. Ab 1925 lebte sie mit ihrem Ehemann auf Schloss St. Georgen an der Stiefing in Österreich, in dessen Nähe sie auf dem Johannishügel bestattet wurde.
Sie verfasste Märchen, für die sie auch Buchschmuck und Illustration schuf, sowie öfters in das Übersinnliche und Traumhafte greifende Erzählungen. Daneben übersetzte sie aus dem Englischen (William Makepeace Thackeray) und dem Französischen (Victor Hugo).

## Werke
- Bilder und Geschichten aus dem Leben der Kerfe. Gedichtet, entworfen, auf den Stein gezeichnet und gefärbt von Else Ernst. Schumann, München 1923.
- Der weiße Pudel. Gedichtet, entworfen, auf den Stein gezeichnet und gefärbt von Else Ernst. Schumann, München 1928.
- Das Spukhaus in Litauen. Novelle. Neff, Berlin 1933.
- Begebenheiten im Rosenmond. Roman. Neff, Berlin 1934.
- Die Neumondnacht. Märchen. Stollberg, Merseburg 1936.
- Zirkus Blinz. Bertelsmann, Gütersloh 1942. (Digitalisat)
- Die Krone und die Kette. Wiener Verlagsgesellschaft, Wien 1942.
- Die verschollene Erbin. Wiener Verlagsgesellschaft, Wien 1943.
- Der Mann von drüben. Wiener Verlagsgesellschaft, Wien 1944.
- Leben mit dem Dichter Paul Ernst auf dem Einödhof Sonnenhofen bei Königsdorf in Oberbayern 1918 bis 1925. Renneritz, Sandersdorf 2008, ISBN 978-3-940684-01-1.